# Vinalon

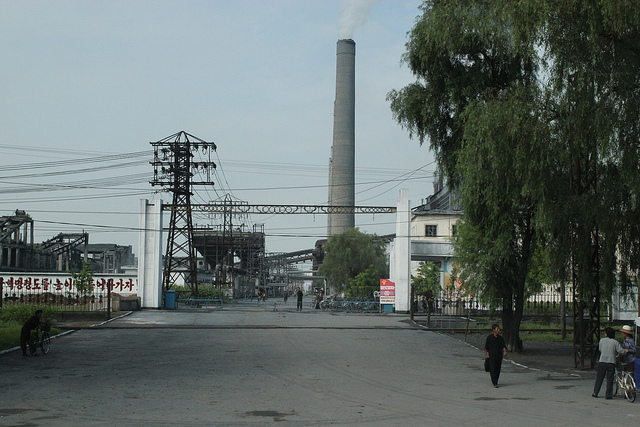
Entrée de l'usine produisant du vinalon à Hŭngnam

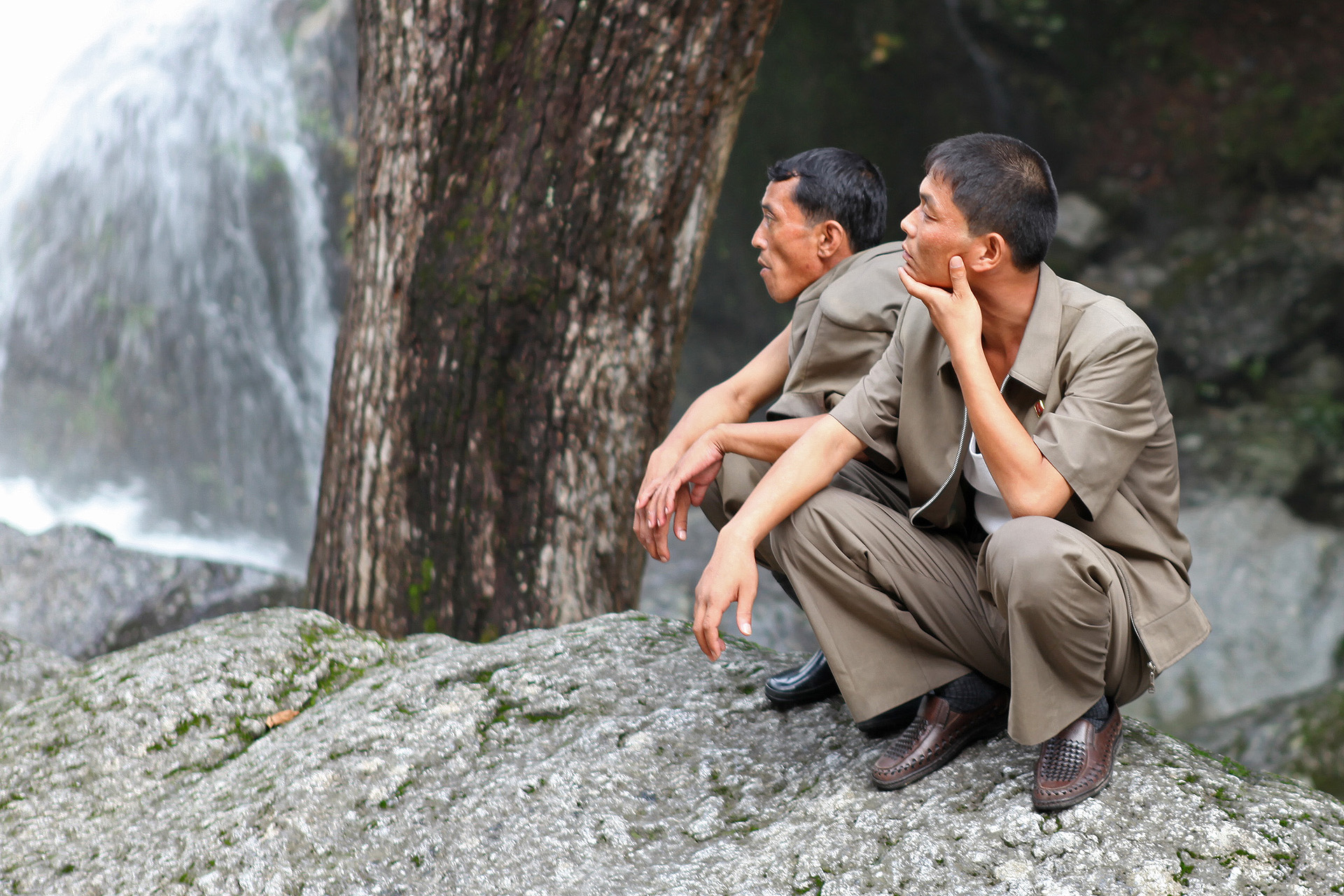
Nord-Coréens portant des uniformes en vinalon.

Le vinalon est une fibre synthétique créée à la fin des années 1930 par le savant coréen Ri Sung-gi (1905-1996). La fibre est obtenue à partir du calcaire et de l'anthracite.

## Historique
Historiquement, il s'agit de la seconde fibre textile industrielle créée, mise au point en octobre 1939, deux ans après la création du nylon.
Après avoir accueilli le professeur Ri Sung-gi en juillet 1950, la Corée du Nord est le seul pays au monde à avoir choisi d'exploiter le vinalon à l'échelle industrielle à partir des années 1960. Les abondantes ressources en anthracite dans le pays ont rendu ce choix économique localement viable. Mise en service le 6 mai 1961, l'usine de Hamhung est la principale usine coréenne de production de vinalon. La production s'est toutefois arrêté en 1994, pour redémarrer en 2010. Le 6 mars 2010 à l'occasion de la réouverture du complexe du Huit Février de Hamhung, une manifestation de masse de 100 000 personnes a eu lieu, en présence de Kim Jong-il.

## Propriétés
Le vinalon est résistant à la chaleur et aux produits chimiques, mais est raide, inconfortable, brillant, porté à rétrécir et difficile à teindre[réf. nécessaire].